# Groupement tactique
Pour les articles homonymes, voir Groupement.
Un groupement tactique est l'équivalent dans les armées du Commonwealth de la force opérationnelle pour les États-Unis et correspond à une force bâtie autour d'un bataillon d'infanterie ou d'un régiment blindé qui est généralement commandée par un lieutenant-colonel. Le bataillon ou le régiment fournit aussi le personnel de commandement pour le groupement tactique qui est complété par du soutien d'autres armes selon les tâches à effectuer.
L'organisation d'un groupement tactique est flexible et peut être restructurée rapidement pour s'accorder avec les changements de situation. Typiquement, un groupement tactique offensif peut être structuré autour d'un régiment blindé comportant deux escadrons de chars de combat principaux soutenu par une compagnie d'infanterie. Inversement, un groupement tactique plus défensif peut être structuré autour d'un bataillon d'infanterie comportant deux compagnies avec un escadron blindé. Les unités de soutien incluent une troupe de reconnaissance, un détachement de défense aérienne de base, une section anti-char et un détachement de génie en plus de l'appui d'artillerie.
Les groupements tactiques sont souvent divisés en groupements de compagnie, appelé équipes aux États-Unis, basés autour d'une seule compagnie d'infanterie soutenue par une troupe blindée et diverses unités d'appui.
L'Union européenne dispose en permanence de deux groupements tactiques d'astreinte. Ils sont composés d'unités de un ou plusieurs pays et peuvent être déployés en quinze jours.
Dans l'Armée de terre britannique, une division blindée ou mécanisée peut avoir jusqu'à douze groupements tactiques distincts à sa disposition avec trois ou quatre dans chaque brigade.
La plupart des nations forment les groupements tactiques selon les besoins opérationnels ou d'entraînement. En dehors des déploiements, les éléments qui forment les groupements tactiques demeurent avec leur unité d'appartenance. Cependant, certaines nations maintiennent des groupements tactiques formés en permanence ; un exemple notable est la Norvège dont trois de ses quatre unités de combat majeures sont des groupements tactiques de toutes armes.

## Crédits
- (en) Cet article est partiellement ou en totalité issu de l’article de Wikipédia en anglais intitulé « Battlegroup (army) » (voir la liste des auteurs).